# Simone Dreyfus-Gamelon
Pour les articles homonymes, voir Dreyfus.
Simone Dreyfus-Gamelon, née Simone Dreyfuss le 5 juillet 1925 à Paris 12e et morte le 23 mai 2025 à Paris 17e,, est une anthropologue américaniste française, directrice d’études à l’École des hautes études en sciences sociales et autrice sous son nom et sous celui de Simone Dreyfus-Roche.

## Biographie

### Jeunesse
Simone Dreyfus naît le 5 juillet 1925 à Paris, de parents issus de vieilles familles juives alsaciennes, Edmond Dreyfus et Thérèse Heumann. En 1930, la famille part en Argentine alors que Simone Dreyfus n'a que cinq ans. Après la mort d'Edmond Dreyfus, Thérèse Heumann-Dreyfus revient vivre à Paris avec sa fille et entretient la famille grâce à un petit magasin de parfumerie installé par son père et situé rue de Bretagne, près de la place de la République. Durant l'Occupation, Simone Dreyfus porte l'étoile jaune et échappe de justesse à la rafle du Vél' d'Hiv en juillet 1942, alors qu'elle révise pour ses épreuves du baccalauréat. Elle se réfugie en Ardèche dans le village de Chalencon où elle passe son baccalauréat en juin 1944 à Privas. En 1945, Simone Dreyfus épouse Michel Roche, résistant, mais ils se sépareront deux ans après la naissance de leur fille Sylviane. Simone Dreyfus se remariera plus tard avec Serge Gamelon.
Elle est la mère de l'écrivaine suisse Sylviane Roche et de l'acteur français Laurent Gamelon.

### Premières missions en Amérique latine
Après la guerre, Simone Dreyfus-Gamelon bénéficie du programme des « chantiers des chômeurs intellectuels » en étant affectée comme « aide technique » à mi-temps au département d’ethnomusicologie du musée de l’Homme, dirigé par André Schaeffner. Elle y inventorie les collections d’instruments de musique et d’enregistrements et participe à l’édition des enregistrements recueillis durant l’expédition Orénoque-Amazone, menée en Amérique du Sud sous la direction d'Alain Gheerbrant de 1948 à 1950. En parallèle, elle passe en 1949 une licence libre en ethnomusicologie, composée à partir des certificats d’ethnologie, d’histoire de la colonisation, d’histoire des religions, de sociologie et d’ethnomusicologie. 
En 1953, elle devient « aide technique à plein temps » au CNRS, chargée du secteur de l’Amérique latine. L’anthropologue Alfred Métraux, ami de Schaeffner, lui propose d’organiser une mission sur les Mayas au Guatemala mais celle-ci est annulée à la suite du coup d'État de 1954 orchestré par la CIA. Il l'invite l'année suivante à participer à une nouvelle mission, cette fois pour étudier les Kayapos dans le Pará, au nord du Brésil, dans le cadre du Service de protection des Indiens (SPI), dirigé par Darcy Ribeiro. Elle passe un an dans cette zone très isolée et face à l'incapacité d'utiliser son matériel d’enregistrement inadapté à ces conditions extrêmes, elle se lance dans des recherches d'ethnologie. Elle réalise également des enregistrements auprès de tribus du Haut Xingu et à Bahia où elle capte des chants de danseurs de capoeira, de pêcheurs et de candomblé,,.
Elle prépare à son retour une thèse sur les Kayapos, dirigée par Claude Lévi-Strauss et qu'elle soutient en juin 1962 à Paris. Elle la publie l'année suivante sous le titre Les Kayapo du Nord (État de Para, Brésil) aux Éditions de l'École des hautes études en sciences sociales (EHESS) et la dédie à Alfred Métraux, membre de son jury et qui vient de se suicider,. Elle devient attachée de recherche au CNRS.

### Enseignement
Attirée par l’enseignement, Simone Dreyfus-Gamelon quitte le musée de l’Homme et le CNRS pour devenir maître-assistante à la Sorbonne en 1965 puis à Nanterre en 1968 où la chaire d’ethnologie vient d'être créée par Éric de Dampierre,.
En 1971, elle devient directrice d’études (professeur) chaire Ethnologie de l’Amérique du Sud, à l’EHESS et prend la direction pédagogique de la Formation à la recherche en anthropologie (FRA) qui deviendra FRASE en ajoutant sociale et ethnologie. Elle occupe le poste jusqu'en 1981.
En 1977, elle coorganise du 18 au 22 avril à Paris le colloque L’anthropologie en France : situation actuelle et avenir,,. Elle fonde et dirige l’Équipe de recherche en ethnologie amérindienne (EREA) dont le travail se concentre sur le problème des structures sociales indigènes.

### Engagements
En 1960, Simone Dreyfus-Gamelon est signataire du Manifeste des 121, « Déclaration sur le droit à l'insoumission dans la guerre d'Algérie », qui prône la désobéissance militaire et l'indépendance du pays.
Elle participe à la création en 1979 de la branche française de l'ONG de défense des droits des peuples indigènes, Survival International, occupant le poste de vice-présidente jusqu'en 1999.
En 2003, elle cofonde le Groupe international de travail pour les peuples autochtones (GITPA), branche francophone d’International Work Group for Indigenous Affairs (IWGIA), qui promeut les droits des peuples autochtones à l’autodétermination, à maintenir leur intégrité culturelle et à définir leurs propres conditions de développement. Depuis le 1er mai 2020, elle en est la présidente honoraire,.
Simone Dreyfus-Gamelon signe à plusieurs reprises des tribunes dans le quotidien Le Monde. En mars 1974, elle s'insurge contre le choix de la France qui décide de ne plus reconnaître la juridiction obligatoire de la Cour internationale de justice de La Haye. Elle s'exprime en octobre 1984 et en janvier 1999 sur la question indienne en Guyane et contre les mesures d'assimilation imposées,. Fin janvier 2015, dans le contexte de la période qui a suivi l'attentat contre Charlie Hebdo, elle réagit, se déclarant « très choquée » par un titre du quotidien daté du mercredi 22 janvier : « Les juifs de France : la tentation du départ ». En février 2018, elle apporte des éclaircissements sur l'incompatibilité du port du voile au travail en France à la suite d'un article publié la veille.

## Publications
Ouvrages
- Les Kayapo du Nord, contribution à l’étude des Indiens Gé, Paris / La Haye, Mouton et Cie, 1963, 213 p..
- avec Patrick Kuleska (dir.), Les Indiens d’Amazonie face au développement prédateur, Paris, L'Harmattan, 2016, 358 p..

Articles
- « Les réseaux politiques indigènes en Guyane occidentale et leurs transformations aux XVIIe et XVIIIe siècles », L’Homme, nos 122-124,‎ 1992, p. 75-98.
- « Systèmes dravidiens à filiation cognatique en Amazonie », L’Homme : « La remontée de l’Amazone », vol. 33, nos 126-128,‎ 1993, p. 121-140.

## Discographie
- Brésil. musique indienne Vol. 1, Vogue, 1955 (OCLC 835382380, lire en ligne).
- Brésil. musique de Bahia Vol. 2, Vogue, 1956 (OCLC 819283240, lire en ligne).

## Décoration
- Chevalière de la Légion d'honneur (2011)[23].